# Zona de desenvolupament pròxim
La zona de desenvolupament pròxim (ZDP), en psicologia i pedagogia, és un concepte molt important de la teoria de Lev Vigotski que es defineix com: "la distància entre el nivell real de desenvolupament (determinat per la solució independent de problemes), i el nivell de desenvolupament possible, precisat mitjançant la solució de problemes amb la direcció d'un adult o col·laboració d'altres companys més destres".
Podem veure clarament això en un petit quadre explicatiu:

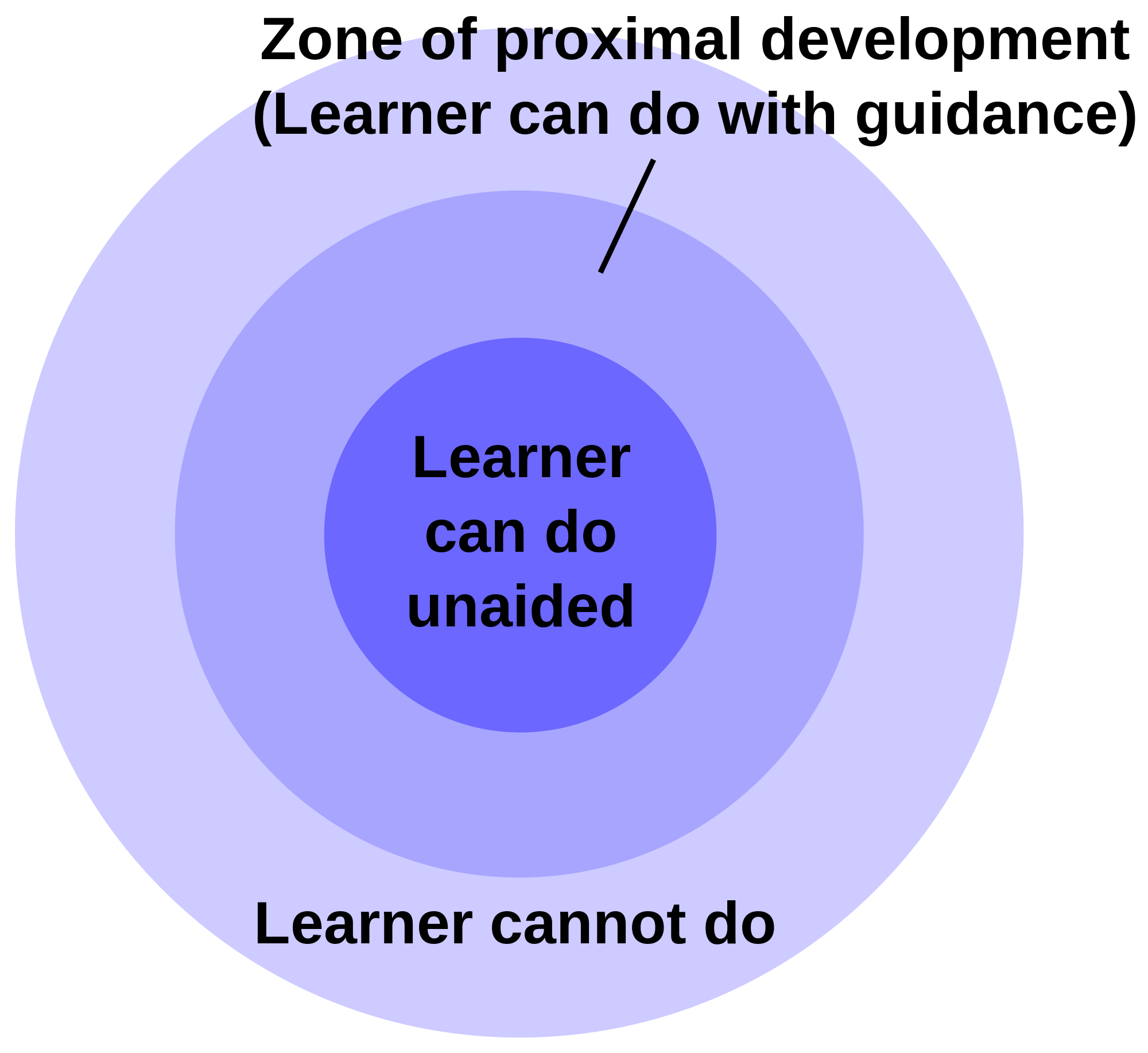
Esquema bàsic de la ZDP

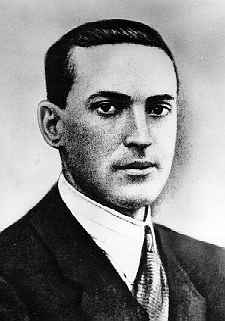
Lev Vigotski (1896-1934)

NDR: Nivell de desenvolupament real, és a dir, els coneixements previs de l'alumne, el que pot fer sense ajuda.
NDP: Nivell de desenvolupament potencial, és a dir, el que és capaç de fer l'alumne amb ajuda.
Amb aquesta teoria, Vigotski relaciona una perspectiva psicològica general sobre el desenvolupament infantil amb una perspectiva pedagògica sobre l'ensenyament. Amb l'ensenyament es crea la zona de desenvolupament pròxim, estimulant els processos de desenvolupament interiors. Per tant, s'entén aquesta com un factor necessari per al desenvolupament del nen.
L'ensenyament serà eficaç quan parteixi del nivell de desenvolupament real del nen per a fer-lo progressar a través de la zona de desenvolupament pròxim, per a ampliar i generar noves zones de desenvolupament efectiu.